# Serdica
Serdica (o Sardica) fu in origine un oppidum dei Traci (il toponimo deriva forse dal nome celtico della tribù dei Serdi), che oggi corrisponde alla città di Sofia in Bulgaria. Per un breve periodo durante il IV a.C., la città fece parte del Regno di Macedonia di Filippo II e di suo figlio Alessandro il Grande.

## Storia
Intorno al 29 a.C., Serdica fu conquistata dalle armate romane del governatore di Macedonia, Marco Licinio Crasso. Divenne municipio al centro di una regione amministrativa, durante il regno dell'imperatore Traiano (98-117), che la chiamò Ulpia Serdica.
Sembra che la prima citazione della città di Serdica sia stata fatta da Tolomeo attorno alla fine del I secolo. La città di Serdica era di ampie dimensioni, munita da mura e torri, terme, edifici amministrativi e di culto, una grande basilica, anfiteatro, un grande foro, un circo ed un teatro.

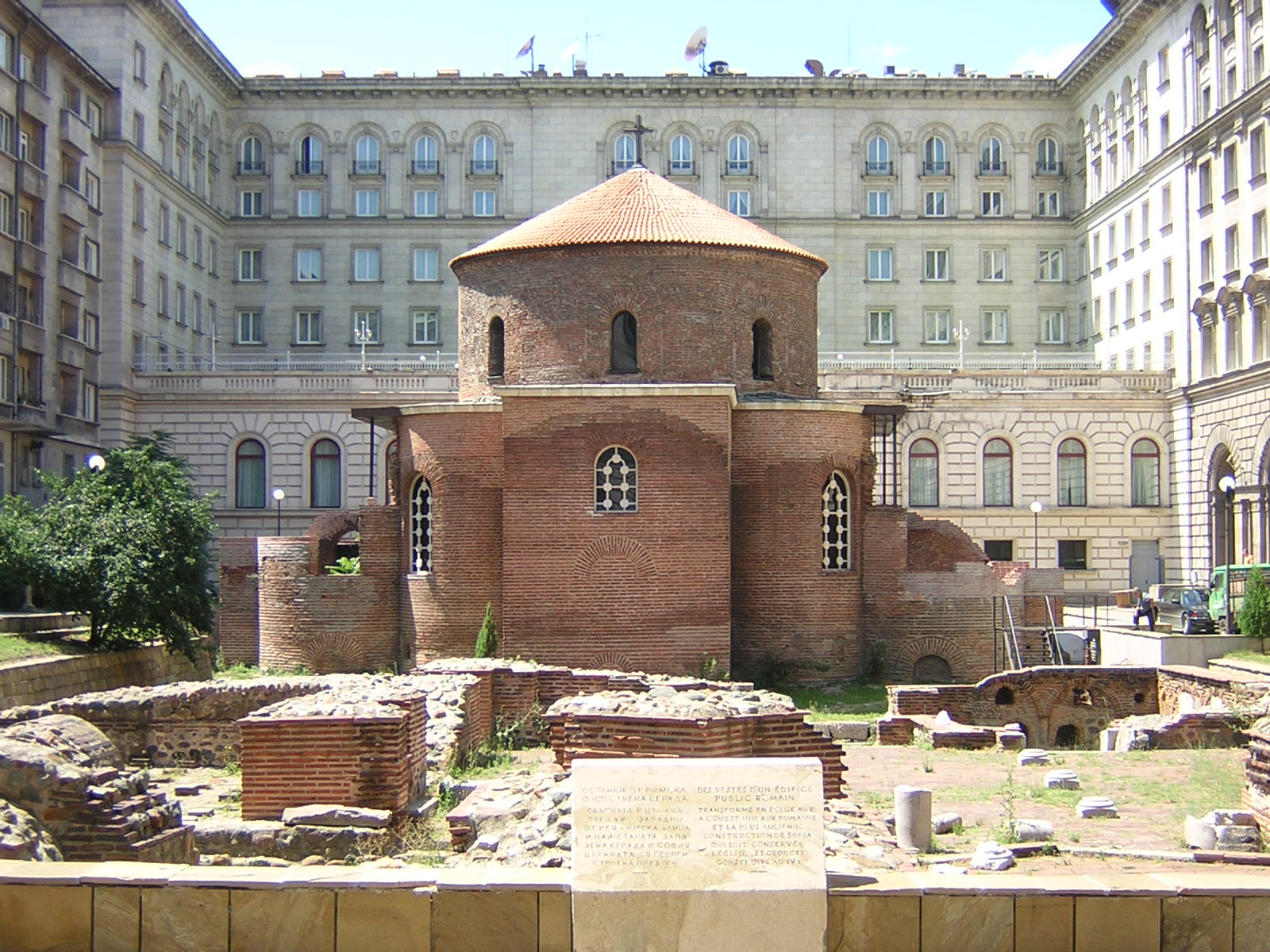
La chiesa di San Giorgio, datata al IV secolo, sulle rovine delle terme romane.

Quando l'imperatore Diocleziano divise le province di Mesie in Dacia ripensis e Dacia mediterranea, Serdica divenne la capitale di quest'ultima provincia. La città continuò ad ampliarsi per il secolo e mezzo successivo, divenendo un importante centro politico, economico e sede del governo imperiale. In questa città fu riconosciuto il cristianesimo come religione lecita al tempo dell'Imperatore Galerio (Editto di Galerio del 30 aprile del 311), che qui nacque (attorno al 250) e morì (il 5 maggio del 311).
Pochi anni più tardi, non solo Serdica divenne "capitale" (insieme a Sirmium) dei territori occidentali di Costantino I (tra il 317 ed il 323, al tempo delle guerre suebo-sarmatiche), ma quest'ultimo insieme a Licinio, fecero proprio in questa città Cesari i loro tre figli: Crispo, Valerio Liciniano Licinio e Costantino II (1º marzo del 317). Poco dopo Costantino il Grande chiamò Serdica "La mia Roma". Sede vescovile già dal II secolo, nel 343 qui si svolse un concilio, in una chiesa dove più tardi fu costruita nel VI secolo l'attuale Chiesa di Santa Sofia. E qui soggiornò Costanzo II nel 350.
La città fu distrutta dagli Unni di Hormidac attorno al 466/467, i quali erano riusciti ad entrarvi prima che i difensori potessero chiuderne le porte. 
Nel 547 fu ricostruita dall'Imperatore bizantino Giustiniano I, che la circondò di grandi mura i cui resti sono ancora visibili oggi. Pochi anni più tardi vi morì Germano Giustino, nel 551 dopo aver difeso le province danubiane da un'invasione di Slavi. Nell'807 le forze bulgare sconfissero l'esercito bizantino nella valle dello Strimone. Due anni dopo, nell'809, Krum assediò e costrinse alla resa la città, uccidendo la guarnigione bizantina di 6.000 uomini malgrado avesse promesso loro un salvacondotto. Ciò provocò la reazione dell'imperatore Niceforo I, il quale rinforzò i confini facendo insediare nelle zone limitrofe popolazioni dell'Anatolia e tentò, senza riuscirvi, di riprendere Serdica. In seguito a questi eventi il nome della città mutò in Triaditsa o Sredets.
Il nome attuale, "Sofia", risale al Medioevo, anche se non è possibile indicare una data precisa per il suo primo utilizzo. Nel XVI secolo, "Sredets" e "Sofia" erano usati contemporaneamente. Nel 1382 la città fu conquistata dai turchi e per oltre quattro secoli fu la residenza del Beylerbey, il governatore generale della Rumelia. Nel 1878 fu scelta come capitale del Principato di Bulgaria, che divenne Regno di Bulgaria nel 1908.

## Galleria d'immagini

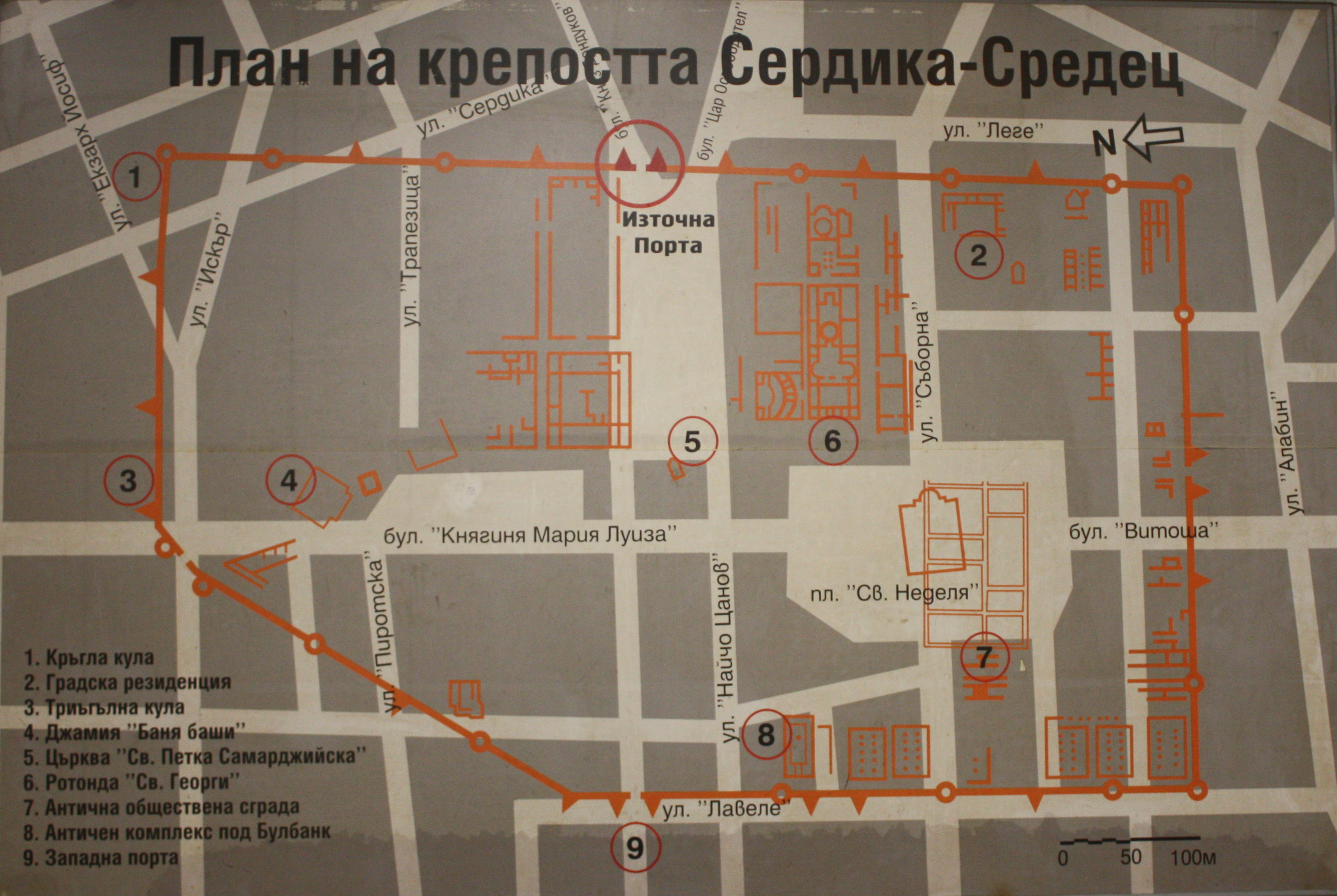
Piantina dell'antica città fortificata di Serdica in epoca romana.
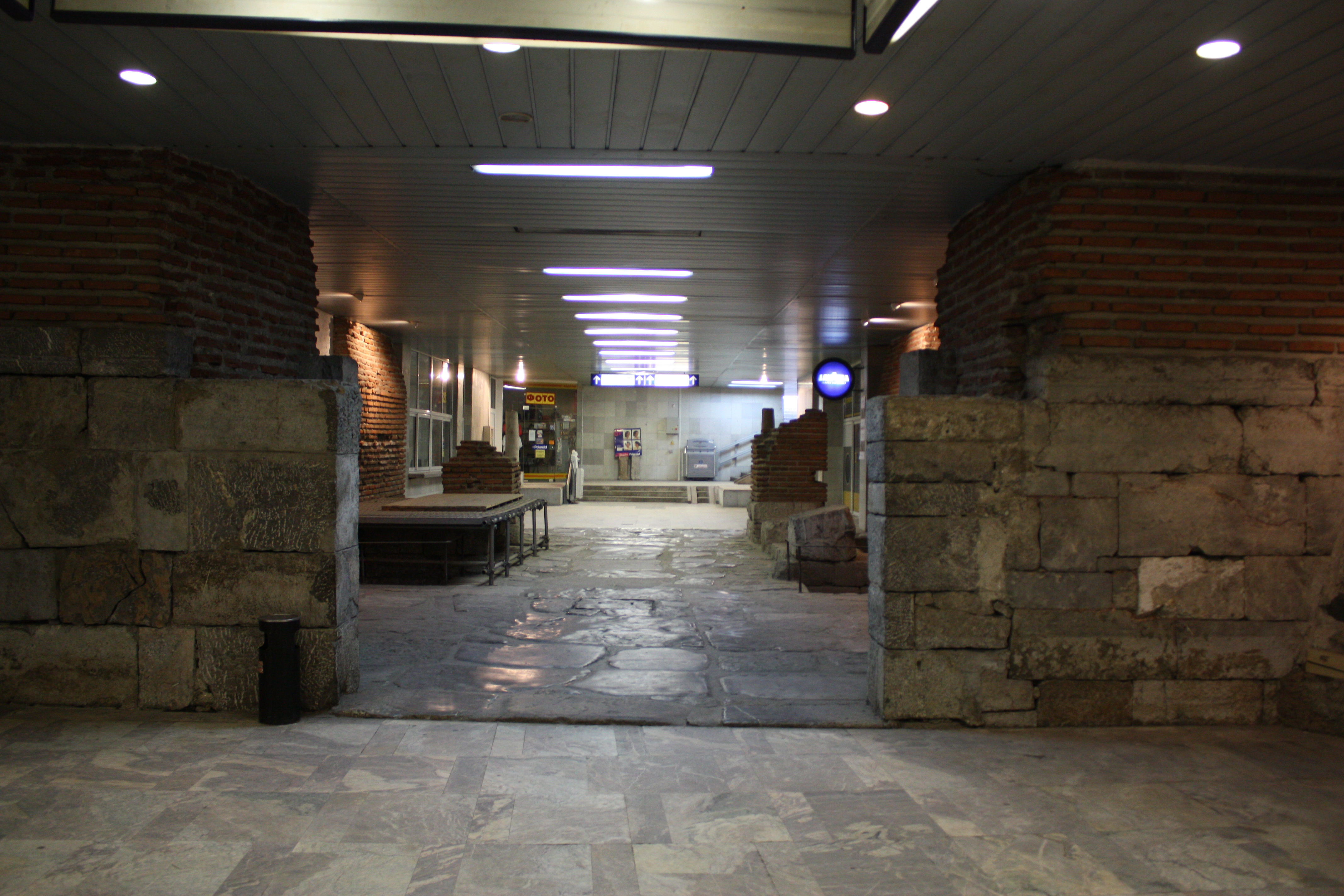
Rovine dell'antica fortezza.
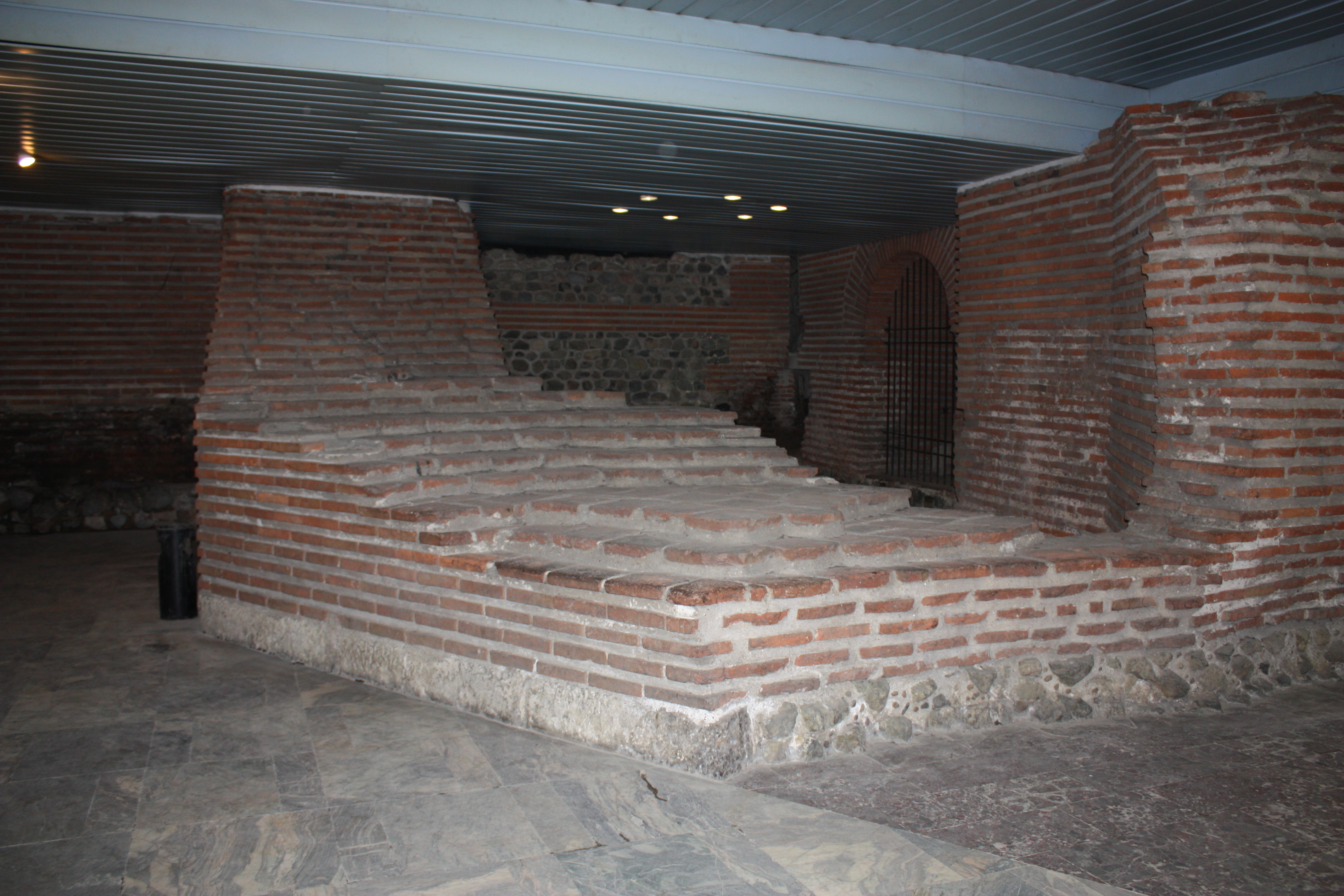
Altra immagine delle mura della fortezza.
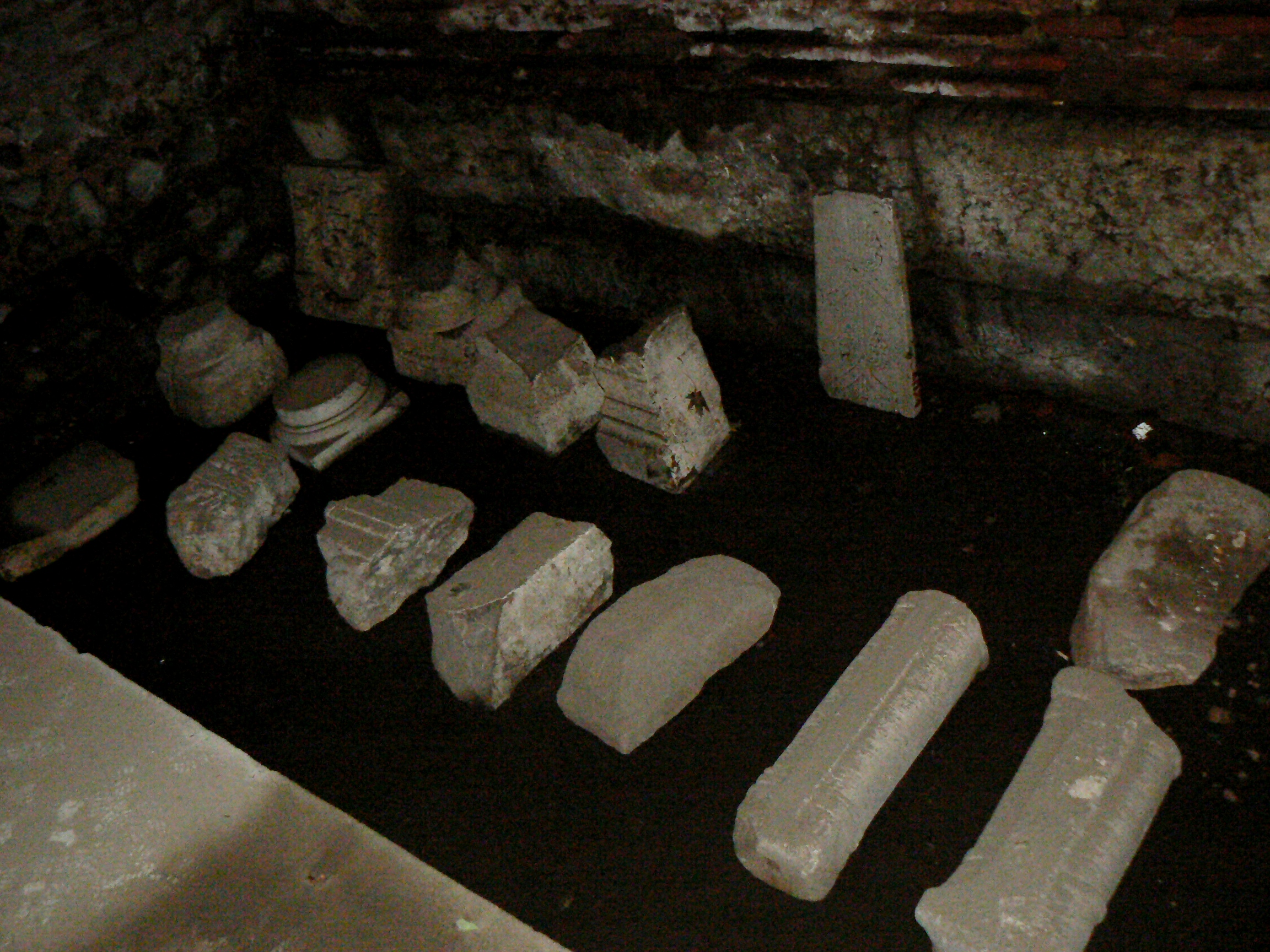